# Fiskespelet
Fiskespelet är ett sällskapsspel med magneter, för två till fyra spelare från 5 år och uppåt. Spelet marknadsförs sedan 1980-talet av Alga AB och blev en världssuccé[källa behövs]. Det finns även andra tillverkare som tillverkar samma typ av spel.
Det mekaniska spelet är tillverkat av plast och ska föreställa en damm med fiskar. Innan spelet startar vrider man upp en skruv som får "vattnet" och "fiskarna" att röra sig. Fiskarna är försedda med magneter och spelarna ska därefter, med hjälp av små fiskespön med magneter i stället för krokar, försöka fiska upp fler fiskar än övriga spelare. Det gäller alltså att både vara snabb och pricksäker.
Moderna varianter är elektriska och drivs av batteri.